# Провинсиаль Осорно
«Провинсиаль Осорно» (исп. Club de Deportes Provincial Osorno) — чилийский футбольный клуб из города Осорно. В настоящий момент он выступает в Куатре Дивисьон, пятом по силе дивизионе страны.
Клуб был основан 5 июня 1983 года, реорганизован 3 декабря 2012 года
«Провинсиаль Осорно» играл свои домашние матчи на стадионе Мунисипаль Рубен Маркос Перальта в Осорно, вмещающем 12 000 зрителей.

## Достижения
- Второй дивизион: 3

1990, 1992, 2007

## Клубные факты
- Сезонов в Примере: 9 (1991, 1993-1998, 2000, 2008)
- Сезонов в Примере B: 19 (1983-1990, 1992, 1999, 2001-2007, 2009-2010)
- Сезонов в Сегунде Дивисьон: 1 (2012)
- Сезонов в Терсере Дивисьон: 1 (2011)
- Сезонов в Куатре Дивисьон: 1 (2014-)